# 曼谷灣
曼谷灣是一個附屬於暹羅灣的海灣，其位於泰王國首都曼谷以南，因此故得其名。該海灣位於暹羅灣之西北部，範圍則是西部城市華欣至東部城市芭達雅以內的海域。該海灣為源自泰國境內之昭拍耶河的出海口，除此之外，其亦為他欽河、梅克隆河以及曼巴公河的出海口。海灣形成了8個府的海岸，順時針：巴蜀府、碧武里府、夜功府、沙没沙空府、曼谷、北欖府、北柳府和春武里府。
該海灣東部有些許島嶼，如：錫江島、小珊瑚島以及派島。
面积0.86万平方公里，是泰国的内海。